# Poppy Montgomery
Poppy Montgomery (født Poppy Petal Emma Elizabeth Deveraux Donahue 19. juni 1972) er en australsk skuespillerinde, bedst kendt for rollerne som FBI-agenten Samantha Spade i dramaserien Sporløst forsvundet, fra 2002 til 2009, og den tidligere politiefterforsker Carrie Wells i kriminalserien Unforgettable, som startede i 2011. Montgomery har også spillet skuespillerinden Marilyn Monroe i miniserien Blonde (2001) og J. K. Rowling, forfatteren af Harry Potter-bøgerne, i den biografiske film Magic Beyond Words (2011).